# Un, Dos, Tres : Historias de UPA Next
Chronologie
Saison 6 de Un, dos, tres Un, dos, tres : Nouvelle génération
Cet article présente le guide des épisodes de la mini-série Un, dos, tres : Historias de UPA faisant le lien entre la série télévisée espagnole Un, dos, tres et son revival Un, dos, tres : Nouvelle génération.

## Distribution

### Acteurs principaux
- Mónica Cruz (VF : Agnès Manoury) : Silvia Jáuregui
- Lola Herrera (VF : Annie Le Youdec) : Carmen Arranz
- Beatriz Luengo (VF : Catherine Desplaces) : Dolores « Lola » Fernández
- Miguel Ángel Muñoz (VF : Franck Monsigny) : Roberto Arenales
- Lucas Velasco (es) (VF : Benjamin Pascal) : Luiso
- Marta Guerras (es) (VF : Caroline Pascal) : Sira
- Almudena Salort (VF : Claire Bouanich) : Lala
- Karina Soro (VF : Marion Peronnet) : Tara
- Alex Medina (VF : Arnaud Laurent) : Suso
- Nuno Gallego (VF : Gabriel Bismuth-Bienaimé) : Darío

### Acteurs récurrents
- Ángel Velasco (VF : Patrick Delage) : Ex-mari de Lola (épisode 2)
- Yamilet Durán (VF : Ethel Houbiers) : Gladys (épisode 3)
- Liliana Cabal (VF : Véronique Desmadryl) : Salazar (épisode 3)
- Clara Contreras (VF : Charlotte Daniel) : Mère de Darío (épisode 6)

## Épisodes

### Épisode 1:Silvia
- Espagne : 11 septembre 2022 sur Atresplayer
- France : 
  - 23 décembre 2022 sur Salto[1] (VOST)
  - 16 novembre 2023 sur 6play (VF)

### Épisode 2:Lola
- Espagne : 18 septembre 2022 sur Atresplayer
- France : 
  - 23 décembre 2022 sur Salto (VOST)
  - 16 novembre 2023 sur 6play (VF)

### Épisode 3:Roberto
- Espagne : 25 septembre 2022 sur Atresplayer
- France : 
  - 23 décembre 2022 sur Salto (VOST)
  - 16 novembre 2023 sur 6play (VF)

### Épisode 4:Sira, Luiso et Silvia
- Espagne : 2 octobre 2022 sur Atresplayer
- France : 
  - 24 décembre 2022 sur Salto (VOST)
  - 16 novembre 2023 sur 6play (VF)

### Épisode 5:Lala et Tara
- Espagne : 9 octobre 2022 sur Atresplayer
- France : 
  - 24 décembre 2022 sur Salto (VOST)
  - 16 novembre 2023 sur 6play (VF)

### Épisode 6:Suso et Darío
- Espagne : 16 octobre 2022 sur Atresplayer
- France : 
  - 24 décembre 2022 sur Salto (VOST)
  - 16 novembre 2023 sur 6play (VF)